# Episodi di Belli dentro (quarta stagione)
I primi 6 episodi della quarta stagione della sitcom italiana Belli dentro sono andati in onda su Canale 5 nell'autunno 2008.
| nº | Titolo                   | Prima TV Italia |
| -- | ------------------------ | --------------- |
| 1  | Il reggiseno             | 1º luglio 2008  |
| 2  | Brokeback Prison         | 1º luglio 2008  |
| 3  | Adelante Pedro           | 10 luglio 2008  |
| 4  | Dente perdente           | 10 luglio 2008  |
| 5  | Tollerante intolleranza  | 17 luglio 2008  |
| 6  | Le elezioni              | 17 luglio 2008  |
| 7  | Cellulare psicosomatico  | 2012            |
| 8  | Goodbye Eugenio          | 2012            |
| 9  | Vegemariano              | 2012            |
| 10 | Two is pegg che one      | 2012            |
| 11 | L'ombra nel cassetto     | 2012            |
| 12 | Troppi ma buoni          | 2012            |
| 13 | To clean or not to clean | 2012            |
| 14 | La guerra del golf       | 2012            |
| 15 | Gonny & Clyde            | 2012            |
| 16 | Colpi di fulmine         | 2012            |
| 17 | No Ciccio no party       | 2012            |
| 18 | Biglietti prego          | 2012            |
| 19 | Tra demonio e santità    | 2012            |
| 20 | L'intelligenza emotiva   | 2012            |